# Lịch sử Thụy Điển

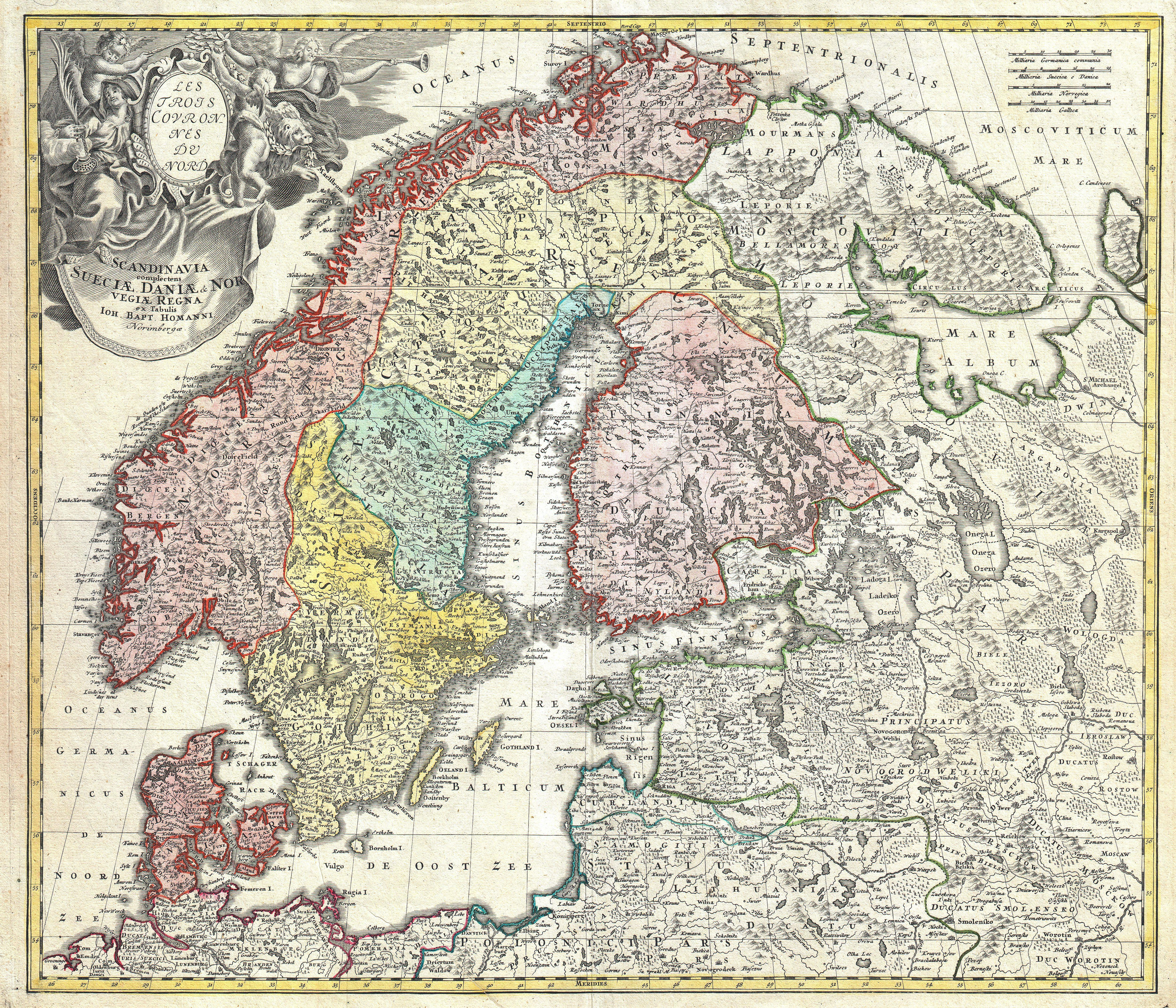
Bản đồ Thụy Điển thời kì cực thịnh 1648-1721. Bản đồ Homann về Bắc Âu năm 1730 bởi Johann Baptist Homann (1664-1724)

Trong thế kỷ 11 và 12, Thụy Điển dần trở thành 1 vương quốc thống nhất, bao gồm cả Phần Lan hiện nay. Trong thời Trung Cổ, Thụy Điển mở rộng lãnh thổ, gồm cả Na Uy và Phần Lan. Lịch sử Thụy Điển hiện đại bắt đầu từ khi liên minh Kalmar hình thành năm 1397 và công cuộc thống nhất đất nước do vua Gustav Vasa thực hiện trong thế kỷ 16. Vasa chiến đấu giành độc lập cho Thụy Điển, phá vỡ các thỏa thuận với Giáo hoàng, xây dựng các nhà thờ Tin Lành. Vào thế kỷ 17, Thụy Điển mở rộng lãnh thổ của mình tối đa, trở thành Đế quốc Thụy Điển.
Trong thế kỷ 17, sau khi chiến thắng liên minh Đan Mạch, Ba Lan và Nga, Thụy Điển nổi lên với một sức mạnh rất lớn bằng cách kiểm soát trực tiếp vùng biển Baltic. Thụy Điển có vai trò lớn trong Chiến tranh Ba mươi năm giải quyết tranh chấp chính trị cũng như tôn giáo, sự cân bằng quyền lực ở châu Âu.
Phần Lan đã bị mất vào tay Nga trong cuộc chiến năm 1808-1809.
Trong những năm đầu thế kỷ 19, Phần Lan và lãnh thổ còn lại bên ngoài Scandinavia, đã bị mất. Sau khi cuộc chiến cuối cùng trong năm 1814, Thụy Điển gia nhập vào liên minh cá nhân với Na Uy, kéo dài đến năm 1905. Thụy Điển là nước trung lập trong chiến tranh thế giới thứ I. Sau chiến tranh, thịnh vượng cung cấp các cơ sở cho những phúc lợi xã hội chính sách đặc trưng của đại Thụy Điển. Thụy Điển được tạo ra một thành công của xã hội, dân chủ. Thụy Điển vẫn trung lập trong Thế Chiến II, tránh được số phận chiếm đóng như Na Uy bị Đức Quốc xã chiếm.
Thụy Điển không gia nhập NATO trong suốt chiến tranh Lạnh. Chính phủ thân cộng sản đã lãnh đạo 44 năm (1932-1976). suốt chiến tranh Lạnh, Thụy Điển bị các quốc gia siêu cường phương Tây nghi ngờ. Cùng với sự kết thúc của chiến tranh Lạnh, sự nghi ngờ giảm bớt, nhưng Thụy Điển vẫn chọn chính sách "Không liên kết".

## Thời tiền sử
Thụy Điển, cũng như Na Uy, sở hữu nhiều bức tranh khắc đá (hällristningar tiếng Thụy Điển) trên khắp đất nước, với mật độ tập trung cao nhất ở tỉnh Bohuslän và xung quanh Gamleby, Västervik ở phía bắc của quận Kalmar, còn được gọi là "Tjust" (Peterson 2009). Các hình ảnh đầu tiên có thể được tìm thấy ở tỉnh Jämtland, niên đại 5000 năm trước công nguyên. Họ mô tả động vật hoang dã như nai, tuần lộc, gấu và hải cẩu.. Ngoài ra, bức tranh với chủ đề rõ ràng đã được tìm thấy tại Bohuslän, khoảng 800-500 trước công nguyên.

## Thời đại Viking và thời Trung Cổ: 800-1500

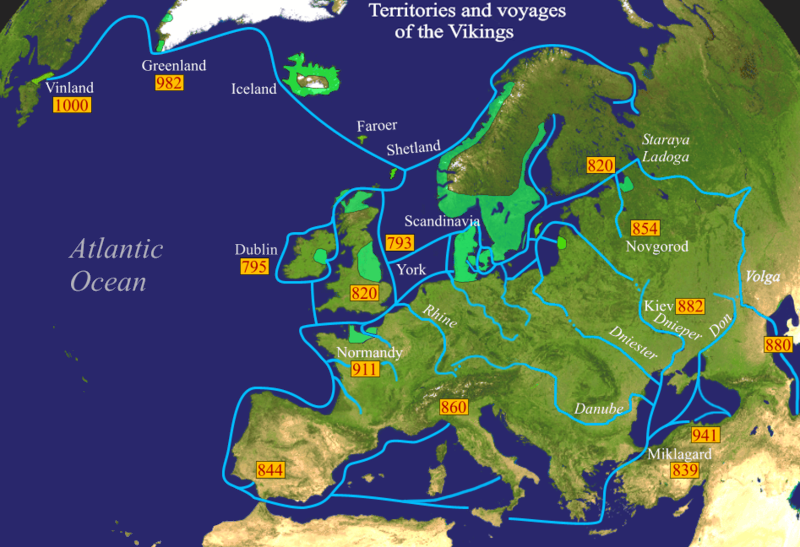
Lãnh thổ và các cuộc thám hiểm của người Viking (xanh lá)

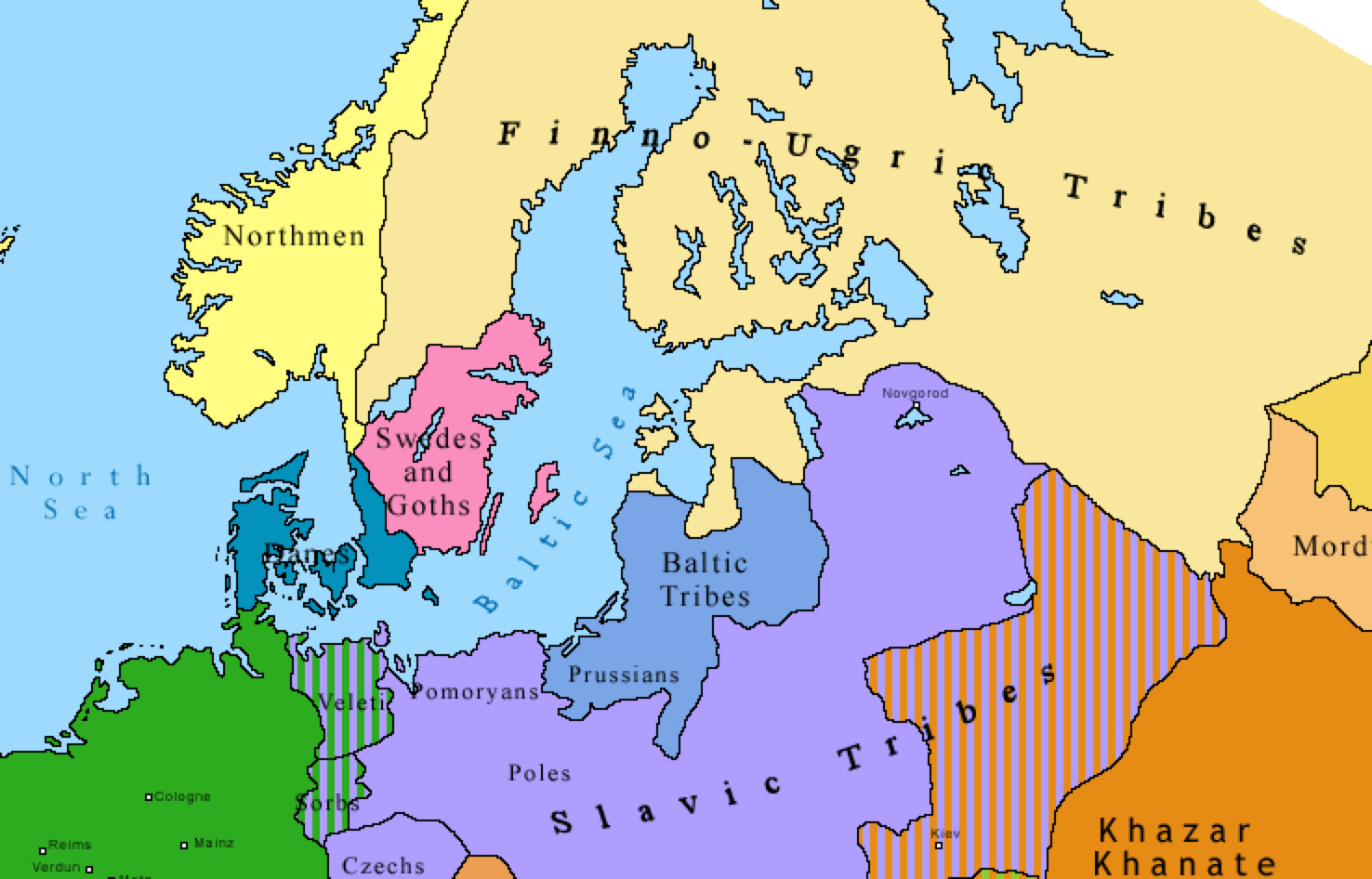
Các tộc người Thụy Điển ở Bắc Âu năm 814

Trong nhiều thế kỉ, các thủy thủ Thụy Điển rất giàu kinh nghiệm về thương mại đường biển. Trong thế kỷ 11 và 12, Thụy Điển dần trở thành một vương quốc thống nhất, gồm cả Phần Lan. Cho đến khi 1060 các vị vua gia tộc Uppsala cai trị Thụy Điển ngoại trừ phía nam và phía tây vùng ven biển vẫn bị Đan Mạch nắm giữ cho đến thế kỷ 17.
Những người Viking từ Thụy Điển chủ yếu đi đến phía đông, vào Nga, nhưng cũng góp phần trong các cuộc tấn công vào tây nam khu vực châu Âu.
Quá trình chuyển đổi từ Đa thần giáo sang Thiên chúa giáo là lâu dài và bạo lực. Sự tuyên truyền Thiên chúa giáo vào Thụy Điển bắt đầu từ khi những người Viking chinh phục Anh và cải sang đạo Thiên chúa theo người Saxon.
Khoảng năm 1000, vị vua đầu tiên được biết đến cai trị cả Svealand và Götaland là Olof Skötkonung, nhưng quyền lực thực tế không rõ ràng. Trong thế kỷ 12, Thụy Điển vẫn còn bị phân tán với cuộc đấu tranh giữa thị tộc Erik và Sverker, mà cuối cùng cũng kết thúc khi một người thuộc gia tộc thứ ba kết hôn với người thuộc Erik và thành lập triều đại Folkunga. Triều đại dần thành lập một tiền liên minh Kalmar với một thành bang mạnh khác, và vua Magnus IV đã liên kết vương quốc với Na Uy và Scania. Sau cái chết Đen, liên minh yếu dần và Scania bi mất vào tay Đan Mạch.
Sau cái chết Đen và cuộc chanh chấp quyền lực nội bộ ở Thụy Điển, nữ Hoàng Margaret I Đan Mạch liên kết các nước Bắc Âu vào liên minh Kalmar năm 1397. Sự căng thẳng trong liên minh đã khiến mâu thuẫn giữa Đan Mạch và Thụy Điển gia tăng, phá vỡ liên minh.

## Lịch sử Thụy Điển hiện đại: 1523-1611

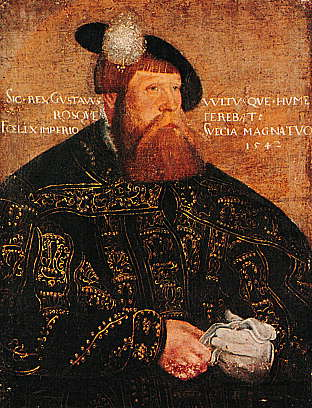
Gustav Vasa (Gustav I) năm 1542

Trong thế kỷ 16, Gustav Vasa chiến đấu cho độc lập của Thụy Điển, thực hiện một nỗ lực để khôi phục liên minh Kalmar và đặt nền móng cho Thụy Điển hiện đại. Cùng lúc đó, ông đã phá vỡ thỏa thuận với các giáo hoàng vàthành lập các nhà thờ Tin Lành ở Thụy Điển.
Liên minh Kalmar cuối cùng tan rã trong những năm đầu thế kỷ 16 đã gây nên mâu thuẫn lớn giữa 1 bên là Đan Mạch-Na Uy và 1 bên là Thụy Điển. Các giám mục công giáo đã hỗ trợ Vua Đan Mạch Christian II, nhưng ông đã bị lật đổ bởi Gustav Vasa (1490-1560), và Thụy Điển giành được độc lập lần nữa. Gustav sử dụng Cải cách Tin Lành để hạn chế quyền lực của giáo hội và trở thành Vua Gustav I năm 1523.
Cải cách thuế diễn ra năm 1538 và 1558 được điều chỉnh để phù hợp với khả năng thu nhập. Mức thuế gia tăng nhưng vẫn được cho là công bằng. Một cuộc chiến tranh với Rostock trong 1535 dẫn đến việc trục xuất những thương nhân người Đức, những người trước đây đã có một sự độc quyền trong thương mại nước ngoài. Sức mạnh kinh tế và quân sự Thụy Điển đưa đất nước trở thành một trong những nước dẫn đầu châu Âu.

## Cận đại
Trong thế kỷ 17, sau khi chiến thắng cuộc chiến tranh chống lại Đan Mạch, Nga, và Ba Lan, Thụy Điển (với hơn 1 triệu dân) nổi lên như một sức mạnh rất lớn bằng cách kiểm soát trực tiếp vùng biển Baltic.

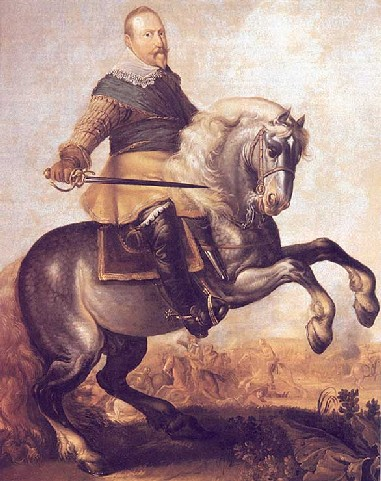
Gustavus Adolphus trong đại thắng Breitenfeld 1631

Đế chế Thụy Điển, 1560-1660

Thụy Điển đã đầu tiên đã kiếm được một chỗ đứng trên lãnh thổ bên ngoài đầu tiên, chư hầu Estonia trong chiến tranh Lítva. Trong khi năm 1590 Thụy Điển đã phải nhường Ingria và Kexholm cho Nga, thì Gustav đã cố gắng liên kết Thụy Điển với Estonia. Trong một loạt các cuộc chiến tranh Ba Lan-Thụy Điển và Nga-Thụy Điển, Gustav giành lại Ingria và Kexholm (chính thức nhượng lại trong hiệp ước Stolbovo, 1617).

Christina, nữ hoàng Thụy Điển, David Beck, năm 1650

Thụy Điển đóng vai trò lớn trong cuộc Chiến tranh ba mươi năm giải quyết tranh chấp chính trị cũng như tôn giáo, sự cân bằng quyền lực ở châu Âu. Từ các đầu cầu ở Stralsund (1628) và Pomerania (1630), quân đội Thụy Điển tiến về phía nam tới Đế quốc La Mã thần thánh. Năm 1648, Thụy Điển đã trở thành một sự đảm bảo sức mạnh chohiệp ước Westphalia, kết thúc Chiến tranh ba mươi năm với các lãnh địa Bremen-Verden,Wismar và Pomerania thuộc Thụy Điển. Kể từ năm 1638, Thụy Điển duy trì những thuộc địa ở sông Delaware ở Bắc Mỹ.